# Leo Giacosa
Leo Giacosa (Verolanuova, 5 novembre 1900 – ...) è stato un calciatore italiano, di ruolo difensore.

## Statistiche

### Presenze e reti nei club
| Stagione        | Club            | Campionato      | Campionato | Campionato |
| Stagione        | Club            | Comp            | Pres       | Reti       |
| --------------- | --------------- | --------------- | ---------- | ---------- |
| 1920-1921       | Parma           | Prima Categoria | ?          | ?          |
| 1921-1922       | Parma           | Prima Categoria | ?          | ?          |
| 1922-1923       | Inter           | Prima Divisione | 21         | 0          |
| 1923-1924       | Inter           | Prima Divisione | 1          | 0          |
| Totale Parma    | Totale Parma    |                 | ?          | ?          |
| Totale Inter    | Totale Inter    |                 | 22         | 0          |
| Totale carriera | Totale carriera |                 | 22+        | 0+         |